# Zakąty
Zakąty [zaˈkɔntɨ] es un pueblo ubicado en el distrito administrativo de Gmina Nowinka, dentro del Condado de Augustów, Voivodato de Podlaquia, en el norte de Polonia oriental. Se encuentra aproximadamente a 14 kilómetros al noreste de Nowinka, a 22 kilómetros al noreste de Augustów, y a 100 kilómetros al norte de la capital regional Białystok.